# Postumi (polític)
Postumi (en llatí Postumius) va ser un magistrat romà del segle i aC. Formava part de la gens Postúmia, una gens romana d'origen patrici, de les més antigues de Roma.
Era amic de Ciceró i un membre del partit favorable a Pompeu. En esclatar la guerra civil l'any 49 aC va ser nomenat pel senat successor de Tit Furfani Pòstum al govern de Sicília, però va refusar anar a la província si no l'acompanyava Cató d'Útica i finalment Gai Fanni hi va ser enviat al seu lloc.
Tot i la seva implicació política no es va moure Roma. Ciceró en parla l'any 46 aC, i després el 44 aC quan diu que va ser un dels procuradors dels jocs organitzats per Octavi (August).